# Trochulus caelatus
Trochulus caelatus е вид коремоного от семейство Hygromiidae.

## Разпространение
Видът е разпространен в Швейцария.